# Еберхард I (Катценелнбоген)
Еберхард I фон Катценелнбоген (на немски: Eberhard I von Katzenelnbogen, * ок. 1243 † 23 август 1311) е граф на Катценелнбоген от 1260 до 1311 г., основател на младата линия Катценелнбоген в горното графство Катценелнбоген.

## Биография
Той е вторият син на граф Дитер IV († 1245) и съпругата му Хилдегунда вероятно фон Еберщайн. Сестра му Аделхайд († 1288) се омъжва се преди 1250 г. за Валрам II фон Насау († 1276) и е майка на крал Адолф от Насау (1292 – 1298).
През 1260 г. по-големият му брат граф Дитер V († 1276) разделя графството. Дитер V става граф на долното графство Катценелнбоген (около Катценелнбоген) и основава старата линия. Еберхард става граф на горното графство Катценелнбоген (около Дармщат), основава младата линия.
През 1273 г. Еберхард I постъпва на служба при крал Рудолф Хабсбургски, по-късно при Адолф от Насау и Албрехт I. Той е съветник на трима римско-немски крале и важна опора на имперската политика на Рейн. През 1283 г. той купува замък, град и мито от Браубах, и през 1276 – 1291 г. строи замък Щадек.
Еберхард I е погребан през 1311 г. в църквата на манастир Ебербах. Като граф на Катценелнбоген е последван от синът му Герхард.
Двете линии се обединяват отново през 1402 г. чрез свързването на Йохан IV фон Катценелнбоген (младата линия) с Анна фон Катценелнбоген (старата линия).

## Фамилия
Първи брак: с Елизабет фон Епщайн (* ок. 1239; † 1 януари – 24 март 1271), дъщеря на граф Герхард III фон Епщайн († пр. 1252) Елизабет фон Насау († 1295). С нея той има децата:
- Герхард (* 1293; † 1312), ∞ 25 януари 1299 за Маргарета фон Марк († 1327), дъщеря на Еберхард I фон Марк († 1308)
- Дитер († 1289)
- Филип († 1289 Ерфурт), ∞ Берта
- Берта (* 1283; † сл. 1307), ∞ Томас фон Ринек, син на граф Лудвиг VI фон Ринек († 1289)
- Маргарета († сл. 1295), ∞ маркграф фон Бранденбург?
- Бертхолд III († 1321), ∞ Аделхайд фон Сайн († сл. 1347), дъщеря на граф Йохан I фон Сайн († 1324)
- Герхард († сл. 1297)

Втори брак: сл. 1271 г. с Анна фон Оксенщайн († сл. 1285), незаконна дъщеря на граф Ото III фон Оксенщайн († 1289/1290). Бракът е бездетен.